# Кавардак (фильм)
«Кавардак» («Суматоха»; англ. Helter Skelter; 1949) — романтическая комедия британского режиссёра Ральфа Томаса.
В основе сюжета — увлечение полицейского детектива богатой светской львицей, страдающей от непрекращающейся икоты.
В фильме участвует известный британский комический дуэт Чартерс и Колдикотт (Бэзил Рэдфорд и Нонтон Уэйн).

## В ролях
- Кэрол Марш[англ.] — Сьюзан Грэм
- Дэвид Томлинсон — Ник Мартин
- Мервин Джонс[англ.] — Эрнест Беннетт
- Питер Хэммонд[англ.] — Спенсер Стоун
- Ричард Хирн[англ.] — профессор Пэйстри
- Питер Хэддон[англ.] — майор Бэзил Бигл
- Джеффри Самнер[англ.] — Хамфри Бигл
- Джон Пертви — метрдотель / Карл II
- Зина Маршалл[англ.] — Жизель
- Терри-Томас — камео
- Джимми Эдвардс[англ.] — доктор Джеймс Эдвардс
- Колин Гордон[англ.] — Чадбитер Лонгуик
- Джудит Фёрс[англ.] — миссис Мартин
- Эдмунд Уиллард[англ.] — Эзикиел